# Violeta González Poudereux
Violeta González Poudereux (Águilas, 26 de junio de 1993) es una jugadora española de balonmano playa que actúa habitualmente como especialista defensiva. Internacional absoluta con las Guerreras de la Arena, se proclamó campeona de Europa en 2025 y subcampeona mundial en 2022. 

## Trayectoria

### Clubes
Formada en la cantera murciana, debutó en División de Honor Plata de balonmano pista con el UCAM Murcia CB (2012-2015). Tras una temporada en el Sporting La Rioja (2015-2016) fichó por la Universidad de Granada CB (2016-2020). En 2024 se unió al Balonmano Águilas.
Paralelamente se introdujo en la arena con el CBP Algeciras y, desde 2017 (aunque la primera aparición de la que tenemos constancia es de 2018), es parte del equipo de élite CATS (con el que ha conquistado la Champions Cup y dos EBT Finals, entre otros títulos). En la actualidad juega para el CD Playas de Fuengirola, que recogió a las CATS en 2025.

### Trayectoria de clubes

#### Balonmano ciudad
- 2012 – 2015:  UCAM Murcia CB[6]
- 2015 – 2016:  Sporting La Rioja[6]
- 2016 – 2022:  Universidad de Granada CB[6]
- 2024 –   Balonmano Águilas[4]

#### Balonmano playa
- 2017- 2022:  Playas de Algeciras[6]
- 2023 – 2025.:  A.M. Team Almería[7]
- 2025 - :  CD Playas de Fuengirola

### Selección
Debutó con la selección española de balonmano playa en 2019 y se afianzó como baluarte defensivo. Con las Guerreras de la Arena logró la plata mundial en Heraclión 2022 y el histórico oro europeo de Alanya 2025, participando asimismo en el Global Tour y en los Juegos Europeos. 

## Premios y títulos

### Con la selección
- 1 x Medalla de oro en el Campeonato de Europa de Balonmano Playa (2025) [2]
- 1 x Medalla de plata mundial de balonmano playa (2022)[3]
- 2 x Medalla de bronce en el Campeonato de Europa de Balonmano Playa (2021, 2023)[9]
- 1 x Medalla de plata en los Juegos Europeos (2023)[10]
- 1 x Subcampeona en el IHF Beach Handball Global Tour (2024)[11]
- 1 x Medalla de bronce en los Juegos Mundiales (2025)[12]

### Con sus clubes
- 2 x Champions Cup de Balonmano Playa (2017, 2019)[6]
- 4 x EBT Finals (2018, 2019, 2021, 2025)[6][13]
- 8 x Campeonato de España (2017, 2018, 2019, 2021, 2022, 2023, 2024, 2025) [6][14]
- 3 x Copa de España (2021, 2022, 2023)
- 1 x Campeonato de Brasil de Balonmano Playa (2019)[15]
- 1 x Subcampeonato EHF Beach Handball Champions Cup (2024)[16]

### Premios individuales
- Mejor jugadora del Arena Handball Tour (2022)[17][18]
- Mejor deportista aguileña (2022, 2025)[19][20]
- Mejor defensora de la Champions Cup 2019[21]

## Vida personal
Graduada en Ciencias de la Actividad Física y del Deporte por la Universidad de Granada, compagina la competición con la docencia en programas de tecnificación de balonmano playa en la Región de Murcia.